# Ингар (село)
Ингар (азерб. Hinqar); (арм. Հնղար, Ինգար) — село в Ахсуйском районе Азербайджана.

## История
В период нахождения региона в составе России, село находилось в Шемахинском уезде Бакинской губернии. Согласно изданному в 1865 году «Гeогpaфичeско-стaтистичecкому cлoваpю Рoссийcкой Импepии», поселение состояло из 90 домов в которых проживало 470 человек. В селе имелся армянский монастырь и армянская церковь. Согласно «Своду статистических данных о населении Закавказского края» на 1893 год в селе проживало 666 армян в 125 домах. Как отмечает «Кавказский календарь» за 1908 год, в селе Ингар проживают армяне в количестве 881 человека. По данным «Кавказского календаря» на 1916 год, село состояло из армян насчитывавщих 1048 жителя. Армяне в основной своей массе занимались виноделием. В селе по данным на 1875 год имелось 95 садоводческих угодий: 90 принадлежали простым сельчанам, а еще 5 священнику армянской церкви Аракелу Тер-Мартиросову и местным бекам из армянского семейства Авшаровых (Мкртич-беку, Меджум-беку и Бахши-беку), последние также имели угодья в селении Аджи-дара. Произведенное в Ингаре вино было высокого качества и пользовалось большой популярностью. Оно большей частью шло на продажу в Матрасу и Гюрджеван, где оно смешивалось с местным вином и продавалось как матрасинское и гюрджеванское. Издание «Списки населенных местностей Российской империи» говоря об Ингаре отмечает, что местные жители производят отличное вино. На момент начала Карабахского конфликта село имело армянское население. В Российской империи, в конце XIX века, в селе Ингаре бёлюк-баши назывался дада.

## Известные уроженцы
- Авшаров, Николай Константинович (1893 — 27.12.1937) — начальник санитарной службы ЗакВО